# Zálužice
Zálužice (en allemand : Saluschitz) est une commune du district de Louny, dans la région d'Ústí nad Labem, en Tchéquie. Sa population s'élevait à 100 habitants en 2021.

## Géographie
Zálužice se trouve à 5 km à l'est du centre de Žatec, à 15 km à l'ouest-sud-ouest de Louny, à 50 km au sud-ouest d'Ústí nad Labem et à 66 km au nord-ouest de Prague.
La commune est limitée par Staňkovice au nord, par Postoloprty et Lišany à l'est, par Lipno et Liběšice au sud, et par Žatec à l'ouest.

## Administration
La commune se compoe de trois quartiers :
- Rybňany
- Stekník
- Zálužice

## Histoire
La première mention historique du village date de 1517.

## Patrimoine

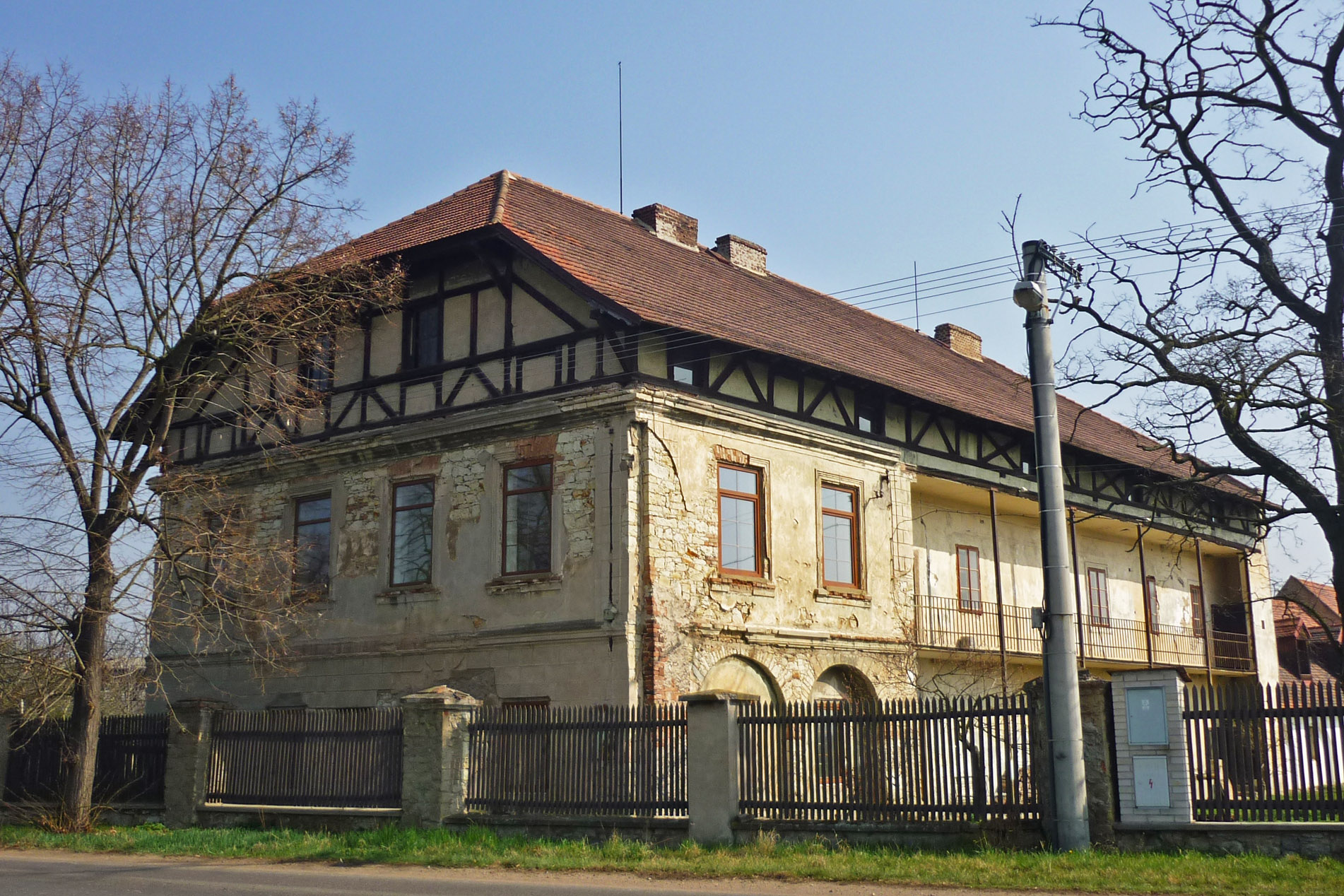
Château de Rybňany.
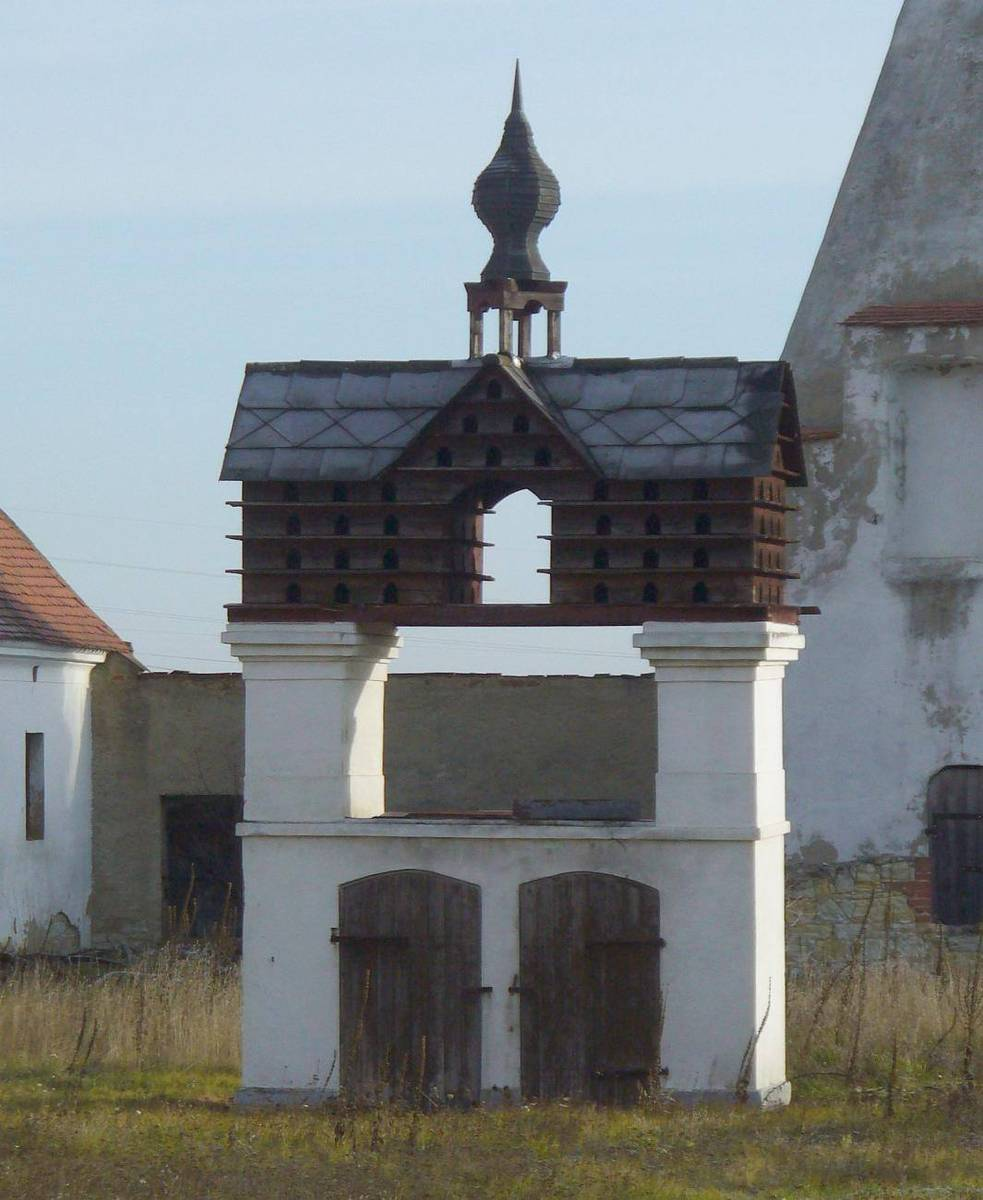
Pigeonnier historique dans la cour du château de Rybňany.